# Wijken en buurten in Montferland
De Nederlandse gemeente Montferland is voor statistische doeleinden onderverdeeld in wijken en buurten. De gemeente is verdeeld in de volgende statistische wijken:
- Wijk 00 's-Heerenberg (CBS-wijkcode:195500)
- Wijk 01 Beek (Montferland) (CBS-wijkcode:195501)[1]
- Wijk 02 Didam (CBS-wijkcode:195502)

Een statistische wijk kan bestaan uit meerdere buurten. Onderstaande tabel geeft de buurtindeling met kentallen volgens het Centraal Bureau voor de Statistiek (2008):
| CBS-buurtcode | Buurtnaam                                 | Inwonertal | Opp. totaal (ha) | Opp. land (ha) | Ligging                |
| ------------- | ----------------------------------------- | ---------- | ---------------- | -------------- | ---------------------- |
| BU19550000    | 's-Heerenberg                             | 4430       | 163              | 161            | Locatie in de gemeente |
| BU19550001    | 's-Heerenberg, oostelijke uitbreiding     | 3700       | 178              | 178            | Locatie in de gemeente |
| BU19550002    | Zeddam                                    | 2340       | 109              | 109            | Locatie in de gemeente |
| BU19550003    | Azewijn                                   | 450        | 48               | 48             | Locatie in de gemeente |
| BU19550004    | Braamt                                    | 570        | 20               | 20             | Locatie in de gemeente |
| BU19550005    | Stokkum                                   | 640        | 19               | 19             | Locatie in de gemeente |
| BU19550006    | Verspreide huizen Zeddam                  | 200        | 255              | 255            | Locatie in de gemeente |
| BU19550007    | Verspreide huizen Mengelenberg en Lengel  | 260        | 183              | 183            | Locatie in de gemeente |
| BU19550008    | Verspreide huizen Braamt                  | 720        | 1351             | 1309           | Locatie in de gemeente |
| BU19550009    | Verspreide huizen Azewijn                 | 280        | 1249             | 1232           | Locatie in de gemeente |
| BU19550010    | Verspreide huizen Stokkum                 | 540        | 323              | 322            | Locatie in de gemeente |
| BU19550100    | Beek Zie noot 1                           | 1370       | 52               | 52             | Locatie in de gemeente |
| BU19550101    | Kilder Zie noot 1                         | 970        | 38               | 38             | Locatie in de gemeente |
| BU19550102    | Loerbeek Zie noot 1                       | 330        | 42               | 42             | Locatie in de gemeente |
| BU19550106    | Verspreide huizen Loerbeek Zie noot 1     | 370        | 383              | 383            | Locatie in de gemeente |
| BU19550107    | Verspreide huizen Kilder Zie noot 1       | 530        | 563              | 563            | Locatie in de gemeente |
| BU19550108    | Verspreide huizen Beek Zie noot 1         | 630        | 678              | 678            | Locatie in de gemeente |
| BU19550109    | Verspreide huizen Montferland             | 30         | 1808             | 1808           | Locatie in de gemeente |
| BU19550200    | Didam-Zuid                                | 4600       | 138              | 138            | Locatie in de gemeente |
| BU19550201    | Didam-Noord                               | 5720       | 113              | 113            | Locatie in de gemeente |
| BU19550202    | Loil                                      | 840        | 29               | 29             | Locatie in de gemeente |
| BU19550203    | Nieuw-Dijk                                | 850        | 27               | 27             | Locatie in de gemeente |
| BU19550205    | Verspreide huizen De Heegh                | 2260       | 137              | 137            | Locatie in de gemeente |
| BU19550206    | Verspreide huizen Greffelkamp             | 480        | 693              | 692            | Locatie in de gemeente |
| BU19550207    | Verspreide huizen De Hogenend en Oud-Dijk | 440        | 413              | 404            | Locatie in de gemeente |
| BU19550208    | Verspreide huizen Nieuw-Dijk              | 790        | 866              | 848            | Locatie in de gemeente |
| BU19550209    | Verspreide huizen Loil                    | 660        | 790              | 788            | Locatie in de gemeente |